# Veľprepoštský palác
Veľprepoštský palác je historická budova v Nitře. Nachází se v Horním městě, na cestě od Pribinova náměstí, vedle sousoší věrozvěstů, směrem na Nitranský hrad.

## Popis
Uprostřed zahrady, která přiléhá k jihozápadnímu hradnímu zdi, nalevo od sousoší sv. Konstantina a Metoděje, stála do bombardování Nitry v roce 1945 barokní dvoupatrová budova velkopřevorstva. Byla postavena v letech 1778–1780 na podnět císařovny Marie Terezie, podle projektu Fr. A. Hillebrandta. Na budově byla původně umístěna vysoká jezdecká socha císařovny. Během bombardování města v roce 1945 byla budova značně poškozena. Po druhé světové válce se stavba částečně obnovila, zachovala se však pouze střední část přízemí. U vchodové brány se zachovala kamenná barokní socha sv. Jana Nepomuckého.